# Bradley Clyde
Pour les articles homonymes, voir Clyde.

a Compétitions nationales et continentales officielles uniquement.

b Matchs officiels uniquement.
Bradley Clyde, né le 27 janvier 1970, est un ancien joueur de rugby à XIII australien évoluant au poste de pilier dans les années 1980, 1990 et 2000. Au cours de sa carrière, il a été international australien remportant notamment la Coupe du monde 1989-1992, a été sélectionné en Blues de Nouvelles-Galles du Sud pour le State of Origin et a disputé quatre matchs du City vs Country Origin dans les années 1990. En club, il a effectué la plus grande partie de sa carrière aux Canberra Raiders où il y remporte trois New South Wales Rugby League (1989, 1990 et 1994) et deux Clive Churchill Medal avant de rejoindre Canterbury Bulldogs puis s'expatrie l'ultime saison de sa carrière sportive en Angleterre à Leeds Rhinos. Enfin en 2007, il fait partie de la liste des cent meilleurs joueurs australiens de rugby à XIII du siècle.

## Palmarès
- En club :
  - New South Wales Rugby League : 1989, 1990 et 1994.
- En sélection australienne :
  - Vainqueur de la coupe du monde : 1989-1992.
  - 21 sélections (dont deux avec l'Australie de Super League).
- Autres :
  - 12 matchs du State of Origin avec les Blues de Nouvelles-Galles du Sud.
  - 4 matchs du City vs Country Origin.
  - 2 matchs du State of Origin de Super League.

## Distinctions personnelles
- Clive Churchill Medal : 1989 et 1991.
- Nommé sur la liste des cent meilleurs joueurs australiens de rugby à XIII.
- Mal Meninga Medal[1] : 1989.